# Manuel Sánchez Montemayor
Manuel Sánchez Montemayor (n. San Luis Potosí, San Luis Potosí, México; 5 de enero de 1991) es un tenista mexicano.
Su carrera que destaca un campeonato en dobles en la Copa Internacional Casablanca en la Ciudad de México, y el prestigiado trofeo Esteban "Pajarito" Reyes.
Es una de las actuales promesas para el tenis mexicano, y la principal figura de la nueva oleada de tenistas mexicanos.
Su entrenador es Marcela Montemayor.

## Biografía
Nació en 1991, es el segundo hijo de Manuel Sánchez Hermosillo y Marcela Montemayor. Empezó su actividad tenística que lo caracteriza a una edad temprana, mientras vivía en Italia. Comenzó formalmente desde los 7 años mostrando desde entonces una habilidad sobresaliente. Algún tiempo después se metió más en el deporte, participando en diversos torneos a través de Europa; con participaciones muy notables, obteniendo títulos.[cita requerida]
Más tarde, cuando tenía trece años de edad, emigró a México, donde continuó su actividad tenística, participando en diversos torneos y viajando alrededor del mundo en varias giras y así aumentando su nivel.
Actualmente entrena en el Club Deportivo Potosino (CDP), en su ciudad natal.